# كاثرينا فان هيمسن
كاثرينا فان هيميسين (بالهولندية: Catharina van Hemessen) (1528 - بعد 1565) رسامة فلمنكية من فناني عصر النهضة. هي أول رسامة فلمنكية يوجد لها عمل يمكن التحقق منه. وهي معروفة بشكل أساسي بسلسلة من البورتريات النسائية صغيرة الحجم التي اكتملت بين أواخر أربعينيات القرن الخامس عشر وأوائل خمسينيات القرن الخامس عشر وبعض المؤلفات الدينية. غالبًا ما يُمنح فان هيمسن التمييز في إنشاء أول بورترية ذاتية لفنان (من أي من الجنسين) يصور جالسًا أمام حامل. تُظهر هذه اللوحة، التي تم إنشاؤها عام 1548 ، الفنانة في المراحل الأولى من رسم صورة شخصية وهي الآن جزء من مجموعة متحف بازل للفنون. توجد لوحات أخرى لفان هيمسن في متحف ريجكس في أمستردام وفي المعرض الوطني بلندن.
هناك عدد من العقبات التي تقف في طريق النساء في عصرها اللاتي يرغبن في أن يصبحن رسامات. بحيث سيشمل تدريبهم تشريح الجثث ودراسة الشكل الذكوري العاري بينما كان نظام التدريب المهني يعني أن الفنان الطموح سيحتاج إلى العيش مع فنان أكبر سنًا لمدة 4-5 سنوات، وغالبًا ما تبدأ من سن 9-15 . لهذه الأسباب، كانت الفنانات نادرات للغاية، وتلك التي نجحت في التأهل تم تدريبها عادة من قبل قريب لها، في حالة فان هيميسن، من قبل والدها الرسام جان ساندرز فان هيمسن. كان جان ساندرز، والد كاثرينا، رسامًا فلمنكيًا معروفًا. بدأت كاثرينا الرسم عندما كانت في التاسعة من عمرها. فكان لابد له أن يدربها لمدة أربع إلى خمس سنوات.

## الحياة

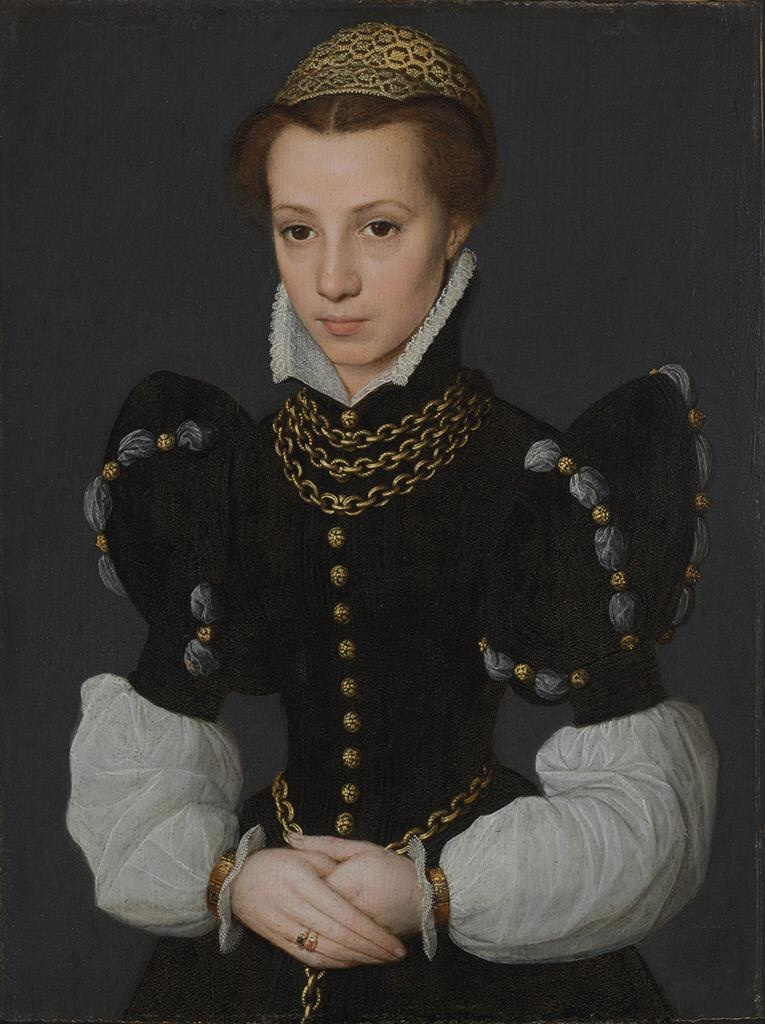
بورترية سيدة 1560. متحف بالتيمور للفن

كانت كاثرينا ابنة الرسام الفلمنكي جان ساندرز فان هيمسن، وهو رسام بارز في أنتويرب درس وتعلم الفن في إيطاليا. يُعتقد أن والدها كان معلمها الأساسي  ومن المحتمل أنها تعاونت معه في العديد من لوحاته  أصبحت أستاذًا في نقابة القديس لوقا وكانت معلمة لثلاثة طلاب. كانت فان هيمسن رسامة ناجحة في حياتها. اكتسبت راعيًا مهمًا في أربعينيات القرن الخامس عشر في شخص ماري من المجر، التي عملت كوصي على البلدان المنخفضة نيابة عن شقيقها تشارلز الخامس. في عام 1554 ، تزوجت فان هيمسن من كريستيان دي موريان، عازف الأرغن في كاتدرائية أنتويرب كان منصبًا مهمًا في ذلك الوقت. 1548 أصبحت كاتارينا من كبار أعضاء نقابة أنتويرب. في عام 1556 ، عندما عادت ماري من النمسا إلى إسبانيا، انتقلت كاتارينا وزوجها إلى هناك بدعوة من راعيها. بعد ذلك بعامين، عندما توفيت ماري، حصلت كاثرينا على معاش تقاعدي كبير مدى الحياة. عادت كاثرينا وزوجها إلى أنتويرب حيث تم تسجيلهما عام 1561. في ذلك الوقت كان الزوجان بلا أطفال. حصل زوجها على موعد للعمل في سيرتوخيمبوس انتقل الزوجان هناك حوالي عام 1565. في حياتها ذكرها اثنان من رسامي السيرة الذاتية للفنانين الإيطاليين، لودوفيكو جوتشيارديني في كتابه «وصف البلدان المنخفضة لعام 1567» وجورجيو فاساري في كتابه حياة الفنانين عام 1568.
في سن الستين، توفيت كاثرينا لأسباب طبيعية في أنتويرب، بلجيكا.

## العمل
بينما ابتكرت فان هيمسين لوحتين دينيتين على الأقل، كانت هي في الأساس رسامة بورتريه. وقد نجت ثماني صور صغيرة وصورتان دينيتان، بتاريخ ما بين 1548 و1552 ، تحمل توقيعها. لقد صورت ظاهريًا رجالًا ونساء أثرياء غالبًا ما كانوا يقفون على خلفية مظلمة. تتمتع الأشكال الدقيقة التي رسمتها بسحر رشيق ومزودة بأزياء وإكسسوارات أنيقة. أشهر أعمالها هي بورترية ذاتية الآن في متحف بازل للفنون. في عام 1548 ، في سن العشرين، رسمت كاثرينا صورة ذاتية لها ولا تزال معلقة في المجموعة الفنية العامة في بازل.

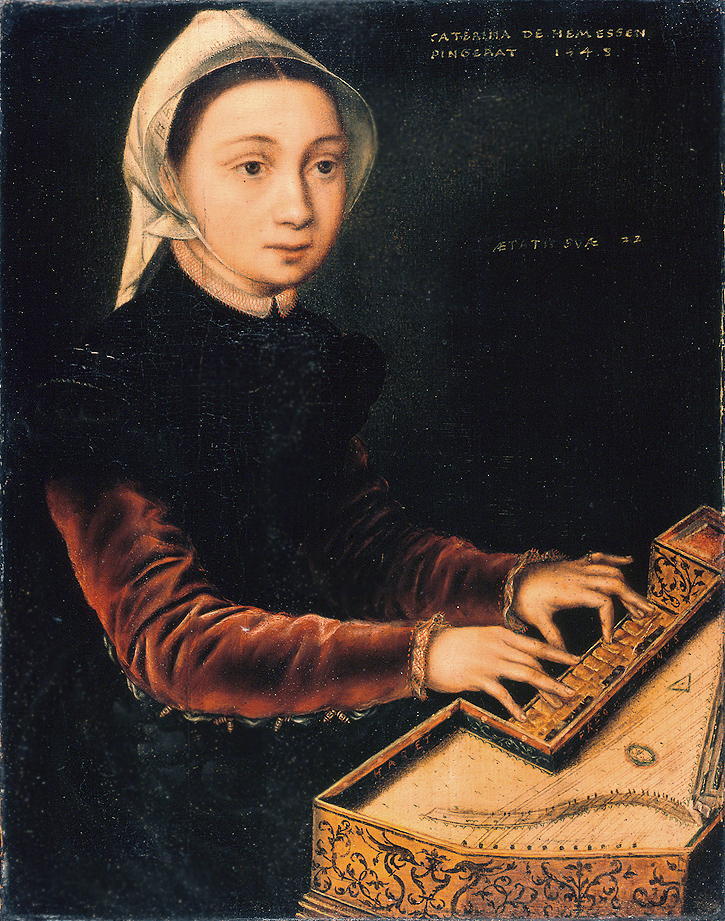
بورترية لامرأة تبلغ من العمر 22 عامًا تعزف على ألة مسيقية 1548

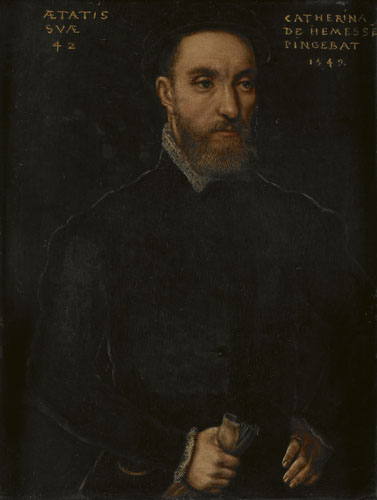
بورترية لرجل يبلغ من العمر 42 عامًا 1549

في عام 1548 قامت أيضًا برسم «فتاى تعزف على ألة مسيقية» والتي يُقال إنها أختها كريستينا. يُعتقد أن صورتها الذاتية (التي يُشاع أنها أول صورة ذاتية تم إنشاؤها بواسطة امرأة على الإطلاق) و «فتاى تعزف على ألة مسيقية» كانت زوجًا ليتم تعليقهما معًا. [12] غالبًا ما كانت كاثرينا ترسم صورها على خلفيات داكنة، ربما لكونها تريد التركيز على الموضوعات وليس على البيئة المحيطة. ابتكرت بشكل أساسي صورًا تتميز بالواقعية. غالبًا ما كان يُنظر إلى النماذج، وهم جالسون في الغالب، على أرض مظلمة أو محايدة. تم تصميم هذا النوع من الإطارات والإعداد لصورة شخصية حميمة. رسمت كاثرينا صورة لرجل يبلغ من العمر 42 عامًا في عام 1549 ، وتقع هذه اللوحة في المتاحف الملكية للفنون الجميلة في بروكسل، بلجيكا.
تتميز لوحات فان هيمسن بواقعيتها. الصورة الذاتية الواحدة والنصف دزينة من اللوحات الأخرى التي نُسبت إليها هي لوحات صغيرة وهادئة. عادة ما يتم تصوير النماذج، الذين غالبًا ما يكونون جالسين، على أرض مظلمة أو محايدة، ونادرًا ما تلتقي نظراتهم بعيون المشاهد. تم تصميم هذا النوع من الإطارات والإعدادات للحصول على صورة شخصية حميمة وهادئة. [7] لم يتم تطوير الأيدي الموجودة في لوحاتها بالكامل على الأرجح بسبب حياتها المهنية القصيرة. في المقابل، كانت ترسم تفاصيل ملابس نماذجها بصورة دقيقة ومميزة. أنتجت مؤلفات دينية كانت عمومًا أقل نجاحًا من صورها الشخصية. على الرغم من تقاعدها، إلا أن كاثرينا بقيت تدرس ثلاثة متدربين ذكور. غيرت كاثارينا فان هيمسن فن عصر النهضة الشمالية من خلال تقنياتها الفنية في لوحاتها. لا توجد أعمال موجودة لكاثارينا بعد عام 1554 ، مما دفع بعض المؤرخين إلى الاعتقاد بأن مسيرتها الفنية ربما تكون قد انتهت بعد زواجها، وهو أمر شائع في حالة الفنانات. 

## معرض الصور

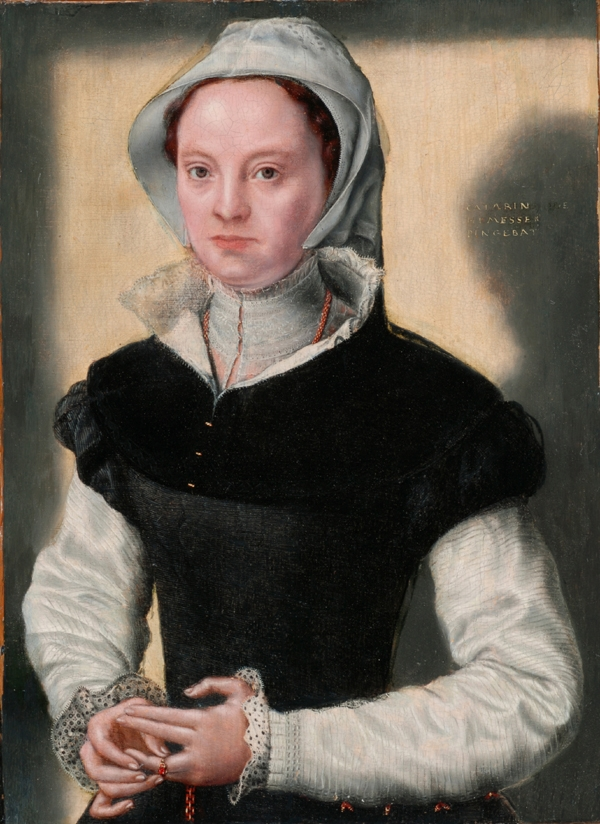
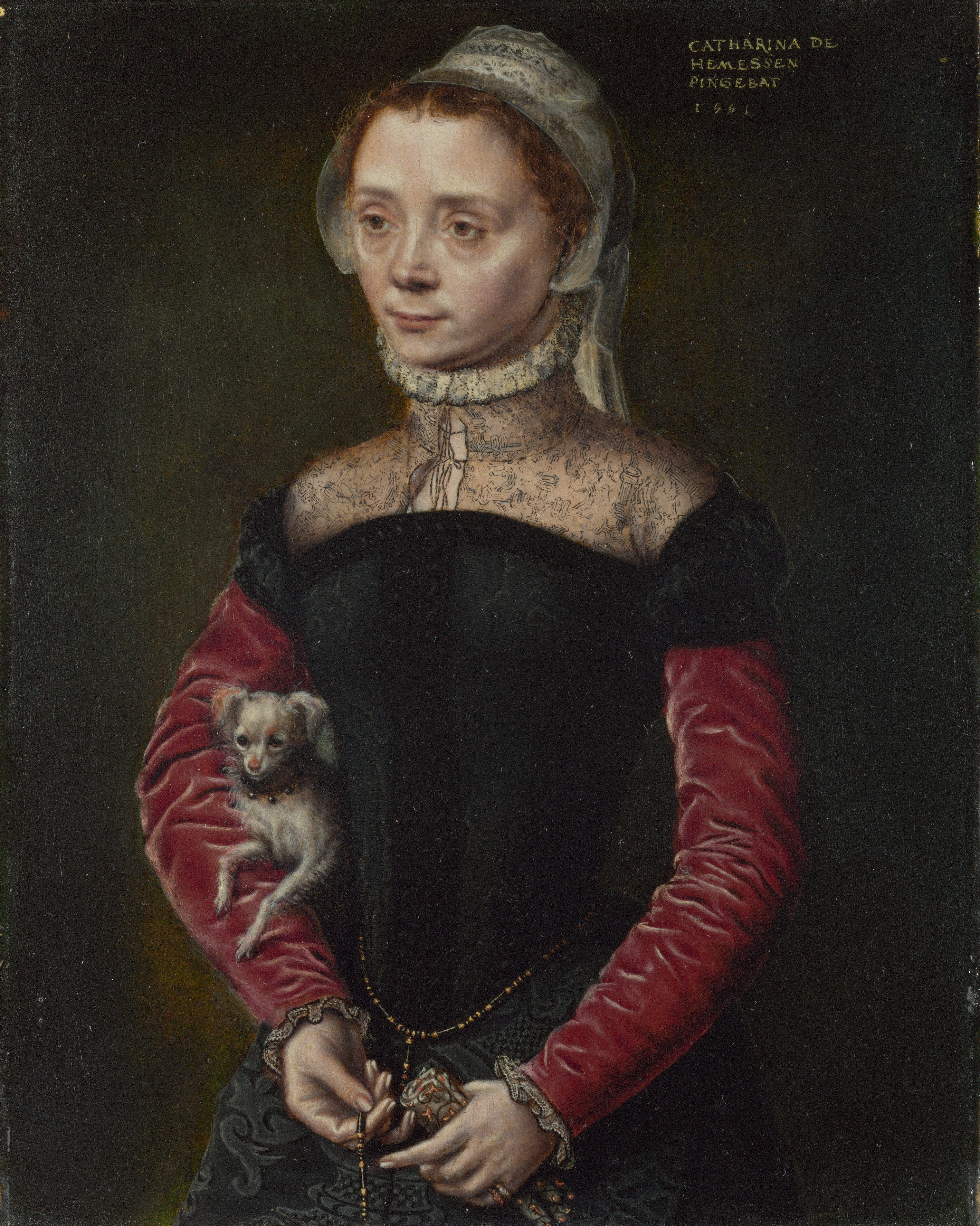
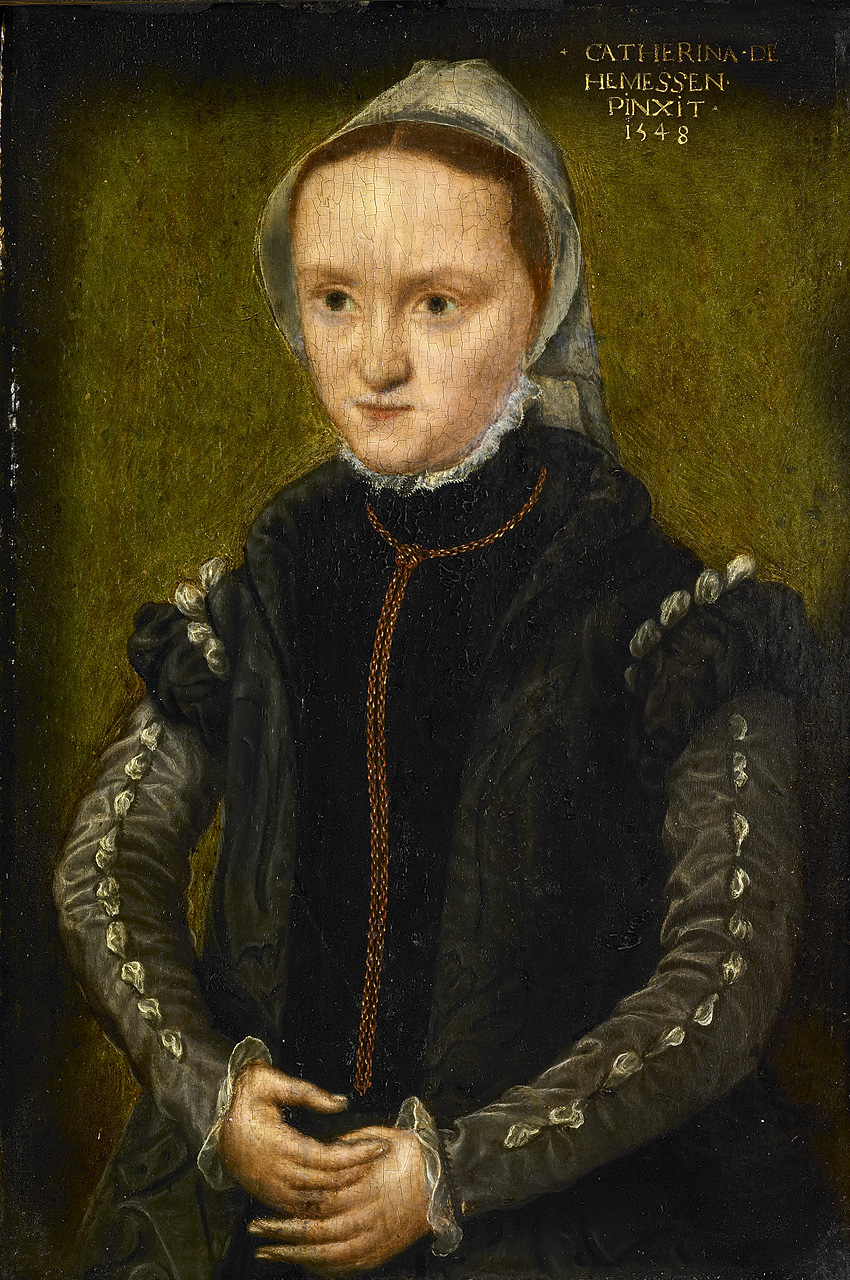
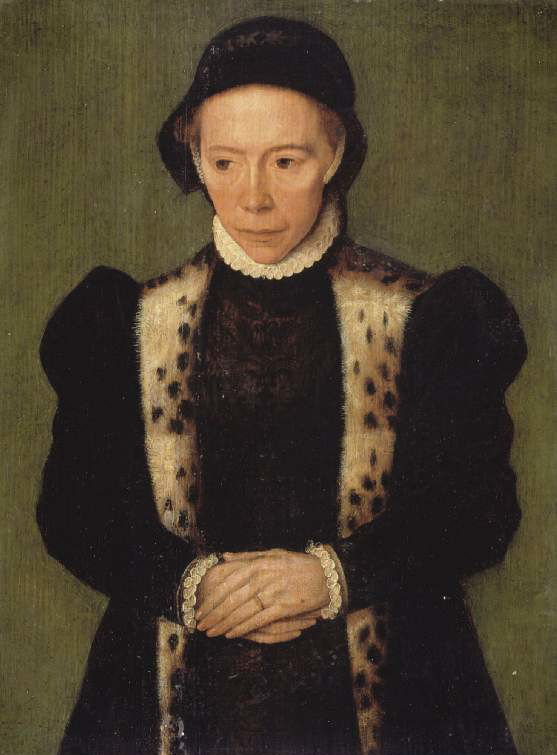
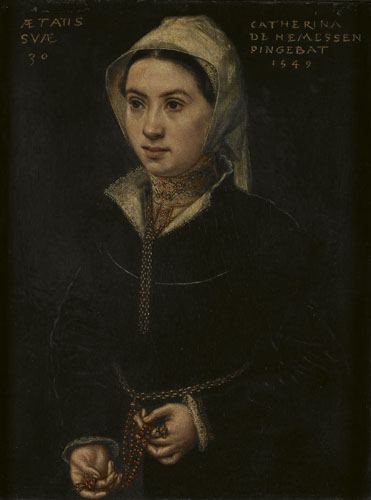
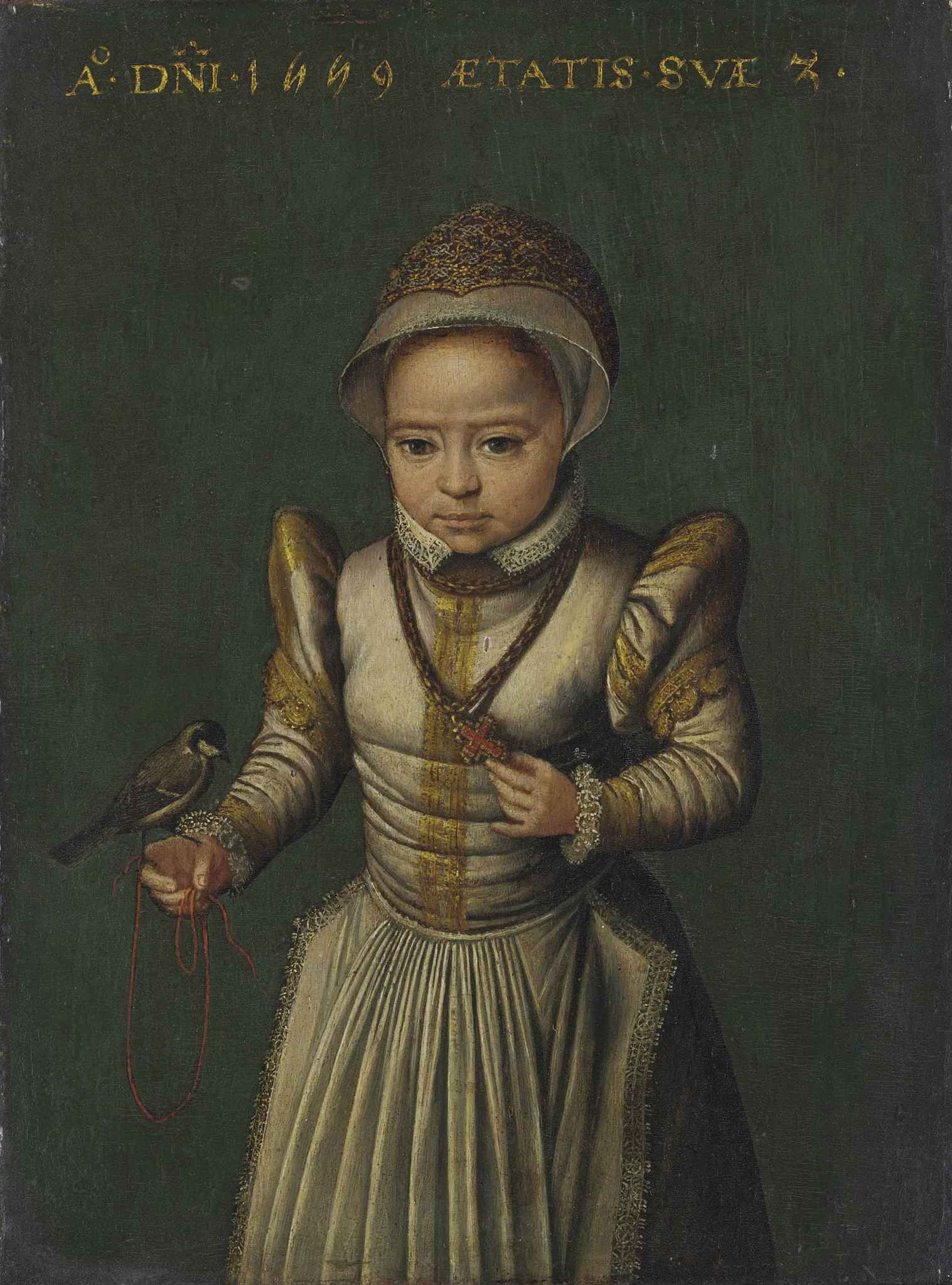
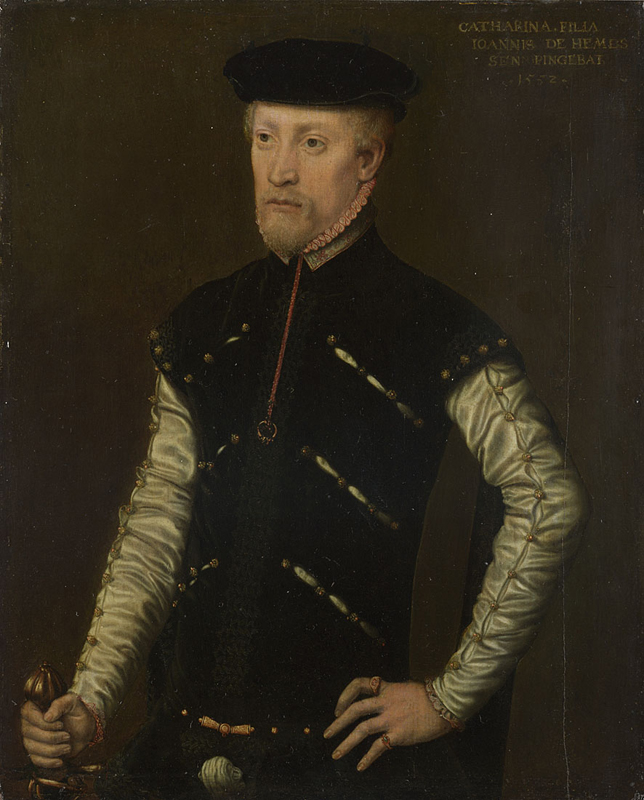